# Metagonia yucatana
Metagonia yucatana is een spinnensoort uit de familie trilspinnen (Pholcidae). De soort komt voor in Mexico.